# Côte des pêcheurs de perles
La côte des pêcheurs de perles (en portugais : Costa da Pescaria, c'est-à-dire la « Côte de la Pêcherie ») est une portion du littoral de l’Inde, à l’extrême sud de la péninsule indienne sur son côté oriental, allant de l’archipel - dit ‘Pont d'Adam’ - reliant l’Inde au Sri Lanka, au cap Comorin. Elle borde le golfe de Mannar. Son nom tire son origine de la très ancienne présence de pêcheurs spécialisés dans la pêche de perles, le golfe de Mannar constituant avec le golfe Persique et la mer Rouge, une des régions historiques majeures d'exploitation de l'huître perlière maritime.

## Histoire

### Histoire ancienne
La Côte des pêcheurs de perles semble connaître une activité importante entre la fin de l'Antiquité et le Moyen Âge, en tant que façade littorale du royaume Pandya. S'y est distinguée la localité de Korkai, autrefois un port important qui fut la capitale de la première dynastie des Pandyas. Située sur la rive nord et le delta de la Thamirabarani, elle est aujourd'hui localisée à plus de 6 kilomètres de la mer, le trait de côte s'étant avancé depuis.

### Période moderne
Souvent en conflit avec les envahisseurs et marchands musulmans venus de la côte ouest indienne, de Perse ou d'Arabie, ainsi qu'avec les populations musulmanes locales, les Paravas, une caste hindoue de pêcheurs de perles, fait appel, en 1532, aux Portugais pour leur protection et défense. En 1535, Pedro Vaz, à la tête d’une armée portugaise expulse les musulmans de la région et permet aux Paravas de reprendre leur ancienne occupation de pêche à la perle, qui doivent cependant verser un tribut aux Portugais.  

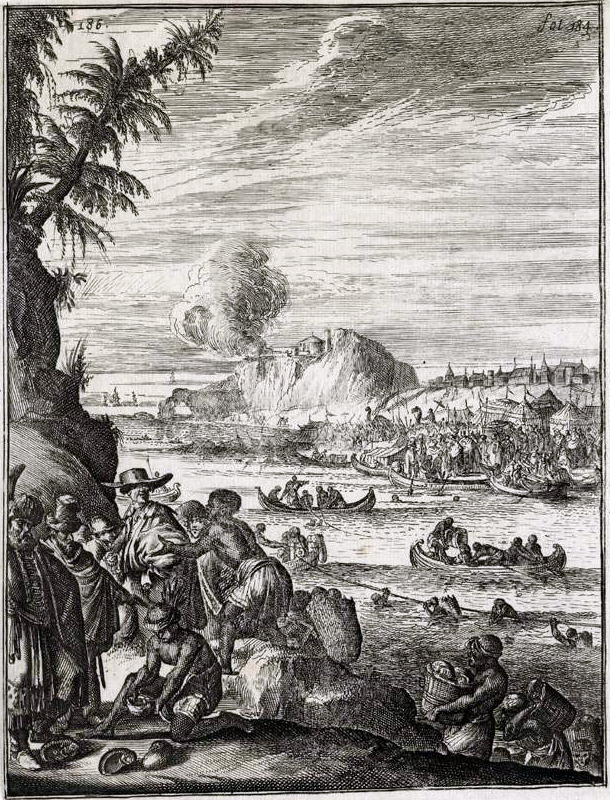
Pêche aux perles, près de Tuticorin (1709)

Avec l’arrivée des Portugais protecteurs débute vers 1537 un mouvement de conversions religieuses au christianisme. Il prend de l’ampleur avec l’arrivée du plus célèbre d‘entre eux, saint François Xavier qui visite une première fois la côte des pêcheurs en 1544. Sa prédication comme son dévouement et style de vie impressionne les Paravas qui reçoivent le baptême en grand nombre. Le saint missionnaire en aurait baptisé 40.000 à 50.000. Plusieurs postes missionnaires sont créés, dont celui de Punicale (Punnaikayal).  Longtemps ils restèrent sous le contrôle et la juridiction du Padroado.
Les Paravas forment un large groupe chrétien sur la côte des pêcheurs qui devient une importante région chrétienne, la seconde après l’introduction du christianisme en Inde du Sud par l’apôtre saint Thomas. 
En 1553, une flotte ottomane effectue un raid sur la côte des pêcheurs, près de Tuticorin, la ville principale. Ils ont le soutien actif des musulmans de la côte de Malabar et l’accord tacite de Vittula Nayak de Madurai. 52 Portugais sont faits prisonniers à Punicale, et les églises de la cité sont incendiées. Les Ottomans, bien que désireux de contrôler le commerce avec l'Inde et d'étendre leur influence sur l'océan indien, se retirent progressivement de la région en raison d'une concurrence portugaise forte et bien installée.
La pêche perlière sur la côte des pêcheurs de perles a historiquement constitué un quasi-monopole des pêcheurs Paravas, qui maintenaient cette situation grâce au versement de tributs aux États successifs qui contrôlèrent la région. Il s'en fut ainsi sous la présence portugaise, néerlandaise, puis britannique, jusqu'à l'avènement de la république indienne actuelle, qui s'octroie un monopole d'État.
Dans le golfe de Mannar, l'espèce d'huître perlière la plus commune est Pinctada imbricata radiata, bien qu'on y trouve aussi l'huître Pinctada imbricata fucata.
Longtemps réputée pour ses perles et l'intense activité que celles-ci suscitaient, la Côte connaît à partir de 1962 une interdiction totale de la pêche perlière instaurée par le Département de la Pêche, de l'Élevage et de l'Industrie laitière du ministère indien de l'agriculture. Un bannissement motivé par le rapport de 1961 du CMFRI (L’Institut central de recherche sur les pêches marines), qui constate une forte baisse de la population d'huître perlière, causée par des prises au filet excessives. Cette même année, il est relevé que plus de 1 500 plongeurs sont actifs dans la pêche à la perle, et qu'en moyenne 300 000 huîtres étaient prélevées quotidiennement en saison.

## Géographie
La Côte des pêcheurs de perles est totalement situé dans l'État indien du Tamil Nadu, au sud du pays et face au Sri Lanka et à l'océan indien. Elle est frontalière au nord au Rāma Setu ou Pont d'Adam et au sud à la côte de Malabar.
La zone débute sur les rivages méridionaux de Pamban, l'île sur laquelle est localisée la célèbre cité de Rameshwaram, et continue vers le sud, formant la côte septentrionale du golfe de Mannar. Le long de la Côte, de nombreux îlots et atolls forment un collier continu jusqu'à Thoothukudi (Tuticorin), grande ville portuaire et au centre d'une importante région salinière. 
Un peu plus loin, la Thamirabarani, seul fleuve de l'Inde du Sud aux eaux pérennes, s'écoule en formant un delta fertile, mais aux dimensions peu importantes par rapport aux autres grands deltas qui se suivent sur la Côte Est de l'Inde. 
La côte redevient normale au niveau de la ville sainte de Tiruchendur, d'où elle continue jusqu'au cap Comorin, au chemin seulement perturbé par les larges zones sèches au sol rouge et sableux et à l'horizon couvert par les palmiers de Palmyre, un environnement endémique à cette région.